# ヘナト・アウグスト・サントス・ジュニオール
ヘナト・アウグスト・サントス・ジュニオール（Renato Augusto Santos Junior, 1992年1月29日 - ）は、ブラジル・サンパウロ州出身のプロサッカー選手。ポジションはミッドフィールダー。
「レナト・アウグスト」と表記されることもある。

## 来歴
SEパルメイラスの下部組織出身。Bチームでのプレーを経て、2012年7月のAAポンチ・プレッタ戦でプロデビューを果たした。
ポルトガルのモレイレンセFCでプレーした後、セリエBに降格したパルメイラスに復帰。ジウソン・クレイナ監督の下でチャンスを勝ち取った。2014年6月から就任したリカルド・ガレカ監督の下でもレギュラーを確保した。
2019年1月30日、清水エスパルスに完全移籍。
2023年12月8日、契約満了による退団が発表された。

## 所属クラブ
- 2012年 - 2019年  SEパルメイラス
  - 2012年 - 2013年  モレイレンセFC（期限付き移籍）
  - 2015年  ジョインヴィレEC（期限付き移籍）
  - 2016年  AAポンチ・プレッタ（期限付き移籍）
  - 2016年  フィゲイレンセFC（期限付き移籍）
  - 2017年  ECサント・アンドレ（期限付き移籍）
  - 2017年 - 2018年  パイサンドゥSC（期限付き移籍）
  - 2019年  グアラニFC（期限付き移籍）
- 2019年 - 2023年  清水エスパルス
- 2024年 -  ヴァンフォーレ甲府

## Jリーグでの個人成績
| 国内大会個人成績 | 国内大会個人成績 | 国内大会個人成績 | 国内大会個人成績 | 国内大会個人成績 | 国内大会個人成績 | 国内大会個人成績 | 国内大会個人成績 | 国内大会個人成績 | 国内大会個人成績 | 国内大会個人成績 | 国内大会個人成績 |
| 年度             | クラブ           | 背番号           | リーグ           | リーグ戦         | リーグ戦         | リーグ杯         | リーグ杯         | オープン杯       | オープン杯       | 期間通算         | 期間通算         |
| 年度             | クラブ           | 背番号           | リーグ           | 出場             | 得点             | 出場             | 得点             | 出場             | 得点             | 出場             | 得点             |
| 日本             | 日本             | 日本             | 日本             | リーグ戦         | リーグ戦         | リーグ杯         | リーグ杯         | 天皇杯           | 天皇杯           | 期間通算         | 期間通算         |
| ---------------- | ---------------- | ---------------- | ---------------- | ---------------- | ---------------- | ---------------- | ---------------- | ---------------- | ---------------- | ---------------- | ---------------- |
| 2019             | 清水             | 22               | J1               | 21               | 2                | 2                | 1                | 2                | 0                | 25               | 3                |
| 2020             | 清水             | 22               | J1               | 26               | 3                | 0                | 0                | -                | -                | 26               | 3                |
| 2021             | 清水             | 22               | J1               | 3                | 0                | 0                | 0                | 0                | 0                | 3                | 0                |
| 2022             | 清水             | 22               | J1               | 0                | 0                | 0                | 0                | 0                | 0                | 0                | 0                |
| 2023             | 清水             | 22               | J2               | 2                | 0                | 1                | 0                | 0                | 0                | 3                | 0                |
| 2024             | 甲府             | 21               | J2               | 14               | 0                | 2                | 0                | 1                | 0                | 17               | 0                |
| 2025             | 甲府             | 21               | J2               |                  |                  |                  |                  |                  |                  |                  |                  |
| 通算             | 日本             | 日本             | J1               | 50               | 5                | 2                | 1                | 2                | 0                | 54               | 6                |
| 通算             | 日本             | 日本             | J2               | 16               | 0                | 3                | 0                | 1                | 0                | 20               | 0                |
| 総通算           | 総通算           | 総通算           | 総通算           | 66               | 5                | 5                | 1                | 3                | 0                | 74               | 6                |

出場歴
- Jリーグ初出場 - 2019年3月31日 J1第5節 湘南ベルマーレ戦 (IAIスタジアム日本平)
- Jリーグ初得点 - 2019年6月30日 J1第17節 サガン鳥栖戦 (駅前不動産スタジアム)

## タイトル

### クラブ
SEパルメイラス
- カンピオナート・ブラジレイロ・セリエB: 2013

パイサンドゥSC
- コパ・ヴェルデ: 2018